# サンタ・フラーヴィア
サンタ・フラーヴィア（イタリア語: Santa Flavia）は、イタリア共和国シチリア自治州パレルモ県にある、人口約1万1000人の基礎自治体（コムーネ）。

## 地理

### 位置・広がり
パレルモ県のコムーネ。バゲーリアから東北東へ1km、州都・県都パレルモから東南東へ15kmの距離にある。

#### 隣接コムーネ
隣接するコムーネは以下の通り。
- バゲリーア
- カステルダッチャ
- ミジルメーリ

## 行政

### 分離集落
サンタ・フラーヴィアには、以下の分離集落（フラツィオーネ）がある。
- Porticello, Sant'Elia, Solanto